# Scelolophia subrosea
Scelolophia subrosea là một loài bướm đêm trong họ Geometridae.